# グリーン (ゴルフ)

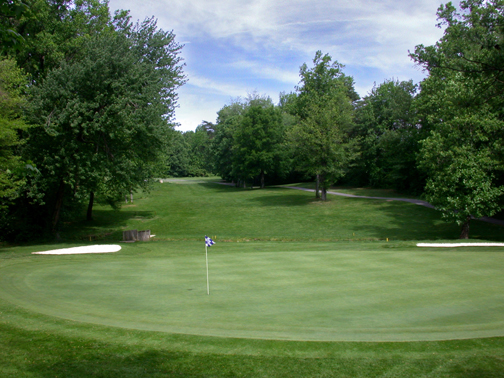
グリーン

パッティング グリーン（putting green）または単にグリーン（green）は、ゴルフにおけるコースの一要素である。フェアウェイよりもきめ細かに整えられた芝で構成されており、この区域内のどこかにカップ（ホールとも呼ばれる）が設けられている。ゴルフの基本的な目的は、自分のボールを効率よくグリーンに運び、そしてカップに落とすことである。

## 概要
打球をグリーンに打ち込んで静止させたことを、通例「オン」と呼ぶ。
グリーンの上では、パターと呼ばれる特殊なクラブを通常用いる。パターは他のクラブと異なり、ボールを空中に飛翔させずに、地面を転がせる働きを持つ。パターを用いることを「パッティング」と呼ぶ。グリーン上では、必ずしもパターを使わなければならないわけではなく、プロのトーナメントでは複雑な形のグリーンでショットを行う選手を見かける。ただし、アマチュアのショットはしばしばグリーンを傷めるため、アマチュアにおいてはローカルルールで「グリーン上ではパターを用いること」と規定されている場合が多い。
グリーンと、それ以外の区域を隔てる部分のことを「カラー」（Collar、襟の意味）もしくは「フリンジ」（Fringe、縁の意味）と呼ぶ。「グリーンエッジ」（Green edge、グリーンの縁の意味）と呼ばれることもある。グリーン上の芝よりも若干荒い芝が植えられていて、その名の通りわずかに隆起している。グリーン外からの打球がカラーでとどまってグリーンに達しなかった場合、「オン」とはいわない。カラーは外部から転がってきた打球がグリーンに入ることを阻むとともに、グリーンから(誤って強く打ってしまった)打球がグリーンの外に出ることを防ぐ防護壁として作用している。

## 戦略
グリーンに達するまでは腕力に任せた強引な手法も通用するが、グリーンの上では一転して慎重さや冷静な計算力などが重視される。ドライバーショットなどでいくら飛距離が出せても、正確なパッティングが決められなければ、ゴルフスコアの向上は見込めない。逆に言えば、飛距離面では少々劣るプレイヤーであっても、グリーンでのパッティングが上手であれば、スコアを向上させることが可能という事である。
テレビ中継などで、プレイヤーがグリーンの上でしゃがみ込み芝生の随所に視線を傾けている場面をよく見かけるが、これは現在のボールの場所からカップの位置までどれくらい距離があるのか、どれくらいの傾斜なのかを推測している行為である。
ホールがボールより高い位置にある場合を上り、低い位置にある場合を下りと言う。下りより上りのほうがボールが止まりやすいため、上りになる位置に「オン」させるのが基本的な戦略である。また、グリーンの芝がどのような状態にあるかということも、グリーン上の戦略では意識しなければならない。ボールが早く転がる状態の芝を、俗に「速い芝」・その逆を「遅い芝」と呼ぶ。この状態は、常に変化している。たとえば雨が降っていたり、やんでから間もない場合は「遅い芝」になりやすい。また、芝の生育条件により、そのグリーンの芝は特定の方向性をもっている。これを「芝目」と呼ぶ。これは、打球に対する抵抗を左右する条件になっている。また、グリーンの芝の品種は主にベント芝と高麗芝の2種類が使用されている。高麗芝のほうが「速い芝」であり、難しいとされている。
コースを形成するほかの要素と同様、グリーンと一口に言っても様々なタイプがある。単純で難易度の低いグリーンは、その面積が狭く、平面に設けられたものである。斜面や、面積の広いグリーンも扱いにくい。
2段グリーン
複数の高さの平面をつなぎ合わせた階段状のグリーンは、難易度が高い。階段状のグリーンはその構造上、面積がどうしても広くなるため、打球がオンした場所によっては絶望的なほどに難しくなる。
馬の背グリーン
グリーンの中心線が、馬の背のように盛り上がっている形状のものを指す。ピンの位置によっては、スネークライン(左右に曲がりくねるライン)になることもあり、難易度が高くなる。
砲台グリーン
丘の頂上の部分がグリーンになっている形のグリーン。グリーンにオンさせることが難しく、パットもグリーンの外に落ちるよう斜面になっているものが多く、難易度が高い。
浮き島グリーン
グリーンの周りが池などのハザードに囲まれているグリーン。打球がグリーンにオンせず外した時のリスクが大きいため、風が強い時や風向きが読めない時は安全な場所に刻むこともある。

## ルールとマナー
グリーン上ではコースの他の場所と違い、マークを行うことで自由にボールを取り上げることができる。マーク後はボールを拭くこともできるが、ボールの交換はコースのほかの場所と同様にボールが損傷している場合に限り、他の競技者の確認を持って行える。マークを行うかどうかは競技者の自由である。グリーン上からの打球が、他の競技者のグリーン上のボールに当たると、2罰打のペナルティとなる。そのために、他の競技者にマークを行うことを要請することができる。
マークはボールのホールから遠い側にマーカーを置くことで行う。マークにボールを戻すときは、マーカーの前にボールをリプレースする。マークに使う「マーカー」は硬貨（1円玉）程の大きさで、地面に固定しやすくするため中心に短い足がついている。ゴルフ用品店に行けば多種多様のマーカーが販売されていたり、コース独自の記念品的な意味合いの特製マーカーも出回っている。さらに、製造業者に依頼して自分自身のオリジナルマーカーを作る者もいる。またそれを鑑賞するための額縁なども販売されている。マーカーを集めることは、ゴルフの趣味的な一要素として広く好まれている。
フェアウェイ同様、芝は常になめらかな状態にしていなければならない。自分のショットにより芝が傷ついたなら、速やかに修復しなければならない。自分の傷つけた芝により、相手の打球が悪い結果になるようなことをしてはならない。特に、バーディやパーを決めて喜んでいながら修復しないというのは、悪意のある行為と解釈されても仕方がない。ただし、パットの線（競技者がボールを転がそうと意図する線）上で修復できるのはボールマーク（ボールが落ちたときにできたくぼみ）だけである。パットの線上のボールマーク以外（スパイクの跡等）を修復すると、2罰打のペナルティとなる。
前述したように、グリーンでしゃがみ込んで打線を検討するのは、必要な行為である。しかしそれにこだわりすぎたり、円滑なプレーの進行を妨げてはならない。